# Nadia
Nadia es un nombre de origen persa, griego y eslavo. 

Posteriormente surgió del ruso en la Europa eslava, abreviando el nombre Nadezhda (Надежда). De ahí saldría "Nadine", una forma francesa de este diminutivo.
En las lenguas eslávicas, el nombre Nadiya en ucraniano significa ‘esperanza’, mientras Nadzeya es el equivalente en bielorruso (también derivado del antiguo eslavo oriental). En búlgaro y ruso, Nadia es el diminutivo de Nadyezhda, que significa ‘esperanza’. En polaco, Nadzia es el diminutivo de Nadzieja.

## Variaciones
Nadina, Nadja, Nadya, Nadin, Nadezhna, Nanu, Nasdia, Nadi,

## Personajes célebres

### Personajes reales
- Nadia Boulanger (1887-1979), compositora francesa, alumna de Gabriel Fauré.
- Nadezhda Krúpskaia (1869-1939), política rusa, activista contra el analfabetismo, esposa de Lenin.
- Nadia Zyncenko (1948-), presentadora de televisión y meteoróloga argentina nacida en Italia.
- Nadia Cavalera (1950-), novelista, poeta y crítica italiana.
- Nadia Comaneci (1961-), gimnasta rumana.
- Nadia Dajani (1965-, actriz del cine y la televisión.
- Nadia María Calviño Santamaría (1968-), ministra de Economía y Empresa del Gobierno de España.
- Nadia Styger (1978-), esquiadora sueca.
- Nadia Ali (1980-), cantautora estadounidense-pakistaní de música electrónica.
- Nadia Anyumán (1980-2005), poetisa afgana asesinada.
- Nadia Bjorlin (1981-), actriz y cantante estadounidense.
- Nadia Hasnaoui (1963-), presentadora de televisión noruega nacida en Marruecos.
- Nadia Hart (1982-), luchadora profesional canadiense.
- Nadia Petrova (1982-), tenista rusa.
- Nadia Styles (1982-), actriz pornográfica californiana.
- Nadia López Ayuso (1983-), cantante mexicana.
- Nadia Abdalá (1988-), tenista mexicana.
- Nadia Gifford, cantante japonesa.
- Nadia Zighem, cantante francesa más conocida como Nâdiya
- Nadia de Santiago (1990-) Actriz española
- Nadia Romo

### Personajes de ficción
- Princesa Nadia, personaje ficticio en el juego SNES/PS1 Chrono Trigger.
- Nadia, personaje de Golden Sun 2.
- Nadia, personaje de Metal Slug que solo aparece en la 4.ª entrega.
- Nadia, personaje del libro de Julio Verne, Miguel Strogoff.
- Nadja, célebre obra literaria del poeta y crítico francés, líder del movimiento surrealista André Breton.
- Nadia Santos, amiga de Alexander Cold en el libro La ciudad de las bestias (2002) de Isabel Allende.
- Nadja, hermana mayor del rey Baltra Liones en el animé Los Siete Pecados Capitales

### Lugares
- Nadíia (Nadīya), distrito donde se encuentra la sagrada aldea de Maiápur, en el estado de Bengala Occidental (India).

### Anime
- Nadia: El secreto del agua azul, un anime de Gainax.
- Nadja del Mañana, la historia de una niña huérfana que se une a una compañía ambulante para buscar a su madre por toda Europa a finales del siglo XIX

## Nadine
- Nadine Conner (1914-2003), soprano estadounidense.
- Nadine Gordimer (1923-), novelista sudafricana, premio nobel.
- Nadine Garner (1970-), actriz australiana.
- Nadine Labaki, directora y actriz libanesa.
- Nadine Angerer (1978-), futbolista alemana.
- Nadine Velazquez (1978-), actriz y modelo estadounidense.
- Nadine Coyle (1985-), cantante en la banda femenina Girls Aloud.
- Nadine Beiler (1990-), cantante austriaca.
- Nadine Heredia esposa del expresidente del Perú, Ollanta Humala.

- Datos: Q11464766
- Multimedia: Nadia (given name) / Q11464766